# 馬利克·哈里斯
馬利克·哈里斯（英語：Malik Harris；1997年8月27日—）是一名德國男歌手，在參加歌唱選秀節目德國12點（Germany 12 Points）並勝出後，他代表德國參加2022年欧洲歌唱大赛，但在決賽只取得6分敬陪末座。

## 生平
哈里斯在1997年8月27日生於莱希河畔兰茨贝格，父親是來自美國底特律的駐德電視主持人和演員。哈里斯13歲時便喜愛音樂，用他的結他彈奏和翻唱歌曲。
2022年，他參加了德國12點，勝出者會代表德國參加2022年欧洲歌唱大赛。他打進了決賽並成為決賽最後6名選手，而比賽日在2022年3月4日舉行。勝出者產生方式由觀眾投票，哈里斯以23分之票力壓成為冠軍。然後受到俄烏戰爭等政治因素影響，他代表的德國在欧洲歌唱大赛決賽時只取得6分，敬陪末座。

## 音樂作品

### 專輯
- Anonymous Colonist (2021)

### 迷你專輯
- Like That Again (2019)

### 單曲
- "Say the Name" (2018)
- "Welcome to the Rumble" (2019)
- "Like That Again" (2019)
- "Home" (2019)
- "Crawling" (2020)
- "Faith" (2020)
- "When We've Arrived" (2020)
- "Bangin' on My Drum" (2021)
- "Dance" (2021)
- "Time for Wonder" (2021)
- "Rockstars（英语：Rockstars (Malik Harris song)）" (2022)

### 客串演出
- "Dust" （Cosby，Malik Harris客串） (2018)